# Даново (гміна Щучин)
Даново (пол. Danowo) — село в Польщі, у гміні Щучин Ґраєвського повіту Підляського воєводства.
Населення — 57 осіб (2011).
У 1975-1998 роках село належало до Ломжинського воєводства.

## Демографія
Демографічна структура станом на 31 березня 2011 року:
|          | Загалом | Допрацездатний вік | Працездатний вік | Постпрацездатний вік |
| -------- | ------- | ------------------ | ---------------- | -------------------- |
| Чоловіки | 34      | 7                  | 21               | 6                    |
| Жінки    | 23      | 4                  | 15               | 4                    |
| Разом    | 57      | 11                 | 36               | 10                   |